# Peter Bengtson
Peter Bengtson (geboren am 4. Mai 1961 in Stockholm) ist ein schwedischer Komponist und Organist.

## Leben und Werk
Bengtson vertonte Genets Theaterstück Die Zofen unter dem Titel „Jungfrurna“ (Die Jungfrauen). Diese Kammeroper wurde in zahlreichen Ländern aufgeführt und erzielte einen für ein Werk des zeitgenössischen Musiktheaters ungewöhnliche Erfolg. Das Werk wurde auch von Phono Suecia mit der Kungliga Hovkapellet, dem Orchester der Königlichen Oper Stockholm, auf CD eingespielt.
Peter Bengtson ist auch einer von Skandinaviens bekanntesten Tango-DJs und verantwortlich für die in Schweden bekannte Webseite Tangoportalen.
Weiterhin ist er Sohn des Schauspielers Rolf Bengtson.

## Werk
- Ballett: „Schakt“ (Schacht)
- Kammeroper: „Jungfrurna“ (Die Jungfrauen), nach Jean Genets Stück „Les Bonnes“ (Die Zofen)